# ATF7
ATF7‏ (Activating transcription factor 7) هوَ بروتين يُشَفر بواسطة جين ATF7 في الإنسان.